# Peucecio
Peucecio, Peucetio o Peucetis (griego antiguo: Πευκέτιος, Peukétios) es un personaje de la mitología griega, epónimo de los peucecios, que vivieron en Apulia central.

## Genealogía
Peucecio era uno de los cincuenta hijos del rey de Arcadia Licaón, tenidos de distintas mujeres y hermano de Enotro. Su abuelo era Pelasgo, hijo de Gea.
De la poca información de que se dispone, no parece haber estado casado ni haber sido padre.

## Mitología
Asesinado su padre por Zeus por darle la carne de un niño para comer en una comida y descontento con el reparto de tierras que recibió en Grecia, según Dionisio de Halicarnaso, preparó una flota, salió del Peloponeso y cruzó el mar Jónico con su hermano Enotro. Desembarcaron en Italia cerca del Promontorio Yapigio y Peucecio habría fundado allí una colonia arcadia donde dio origen al pueblo de los peucecios, en su honor.
Según las tradiciones griega y romana, ésta fue la primera expedición de Grecia para fundar una colonia y tuvo lugar mucho antes de la guerra de Troya y el posterior viaje de Eneas. Peucecio nacería diecisiete generaciones antes de la guerra de Troya.
Su hermano Enotro, por otro lado, dio el epónimo de Enotria (griego: Οἰνωτρία), que da nombre a las zonas meridionales de la península itálica y a los enotrios.